# Мауро Тасоти
Мауро Тасоти, роден на 19 януари 1960 г. в Рим, е бивш италиански защитник, десен бек. Започва кариерата си в Лацио през 1978 г. Играе в Милан през периода 1980 г. - 1997 г., където печели 3 пъти Шампионската лига, 3 пъти Суперкупата на Европа, 2 пъти Интерконтиненталната купа, 5 пъти Серия А и 4 пъти Суперкупата на Италия.